# Rhaphidophora testacea
Rhaphidophora testacea är en insektsart som beskrevs av Kjell Ernst Viktor Ander 1932. Rhaphidophora testacea ingår i släktet Rhaphidophora och familjen grottvårtbitare. Inga underarter finns listade i Catalogue of Life.